# Vector de excentricidad
En mecánica celeste, el vector de excentricidad de una órbita de Kepler se define mediante una dirección que apunta del apoápside al periápside y con una magnitud adimensional igual a la excentricidad orbital de la órbita. Para las órbitas de Kepler, el vector de excentricidad es una constante de su movimiento. Su uso principal es el análisis de órbitas casi circulares, ya que las fuerzas perturbadoras (no Keplerianas) en una órbita real harán que el vector de excentricidad osculante cambie continuamente. Para los parámetros de excentricidad y del argumento del periastro, la excentricidad cero (órbita circular) corresponde a una singularidad. La magnitud del vector de excentricidad representa la excentricidad de la órbita. Téngase en cuenta que los vectores de velocidad y de posición deben ser relativos al marco inercial del cuerpo central.

## Cálculo
El vector de excentricidad {\displaystyle \mathbf {e} \,} es:
{\displaystyle \mathbf {e} ={\mathbf {v} \times \mathbf {h}  \over {\mu }}-{\mathbf {r}  \over {\left|\mathbf {r} \right|}}=\left({\mathbf {\left|v\right|} ^{2} \over {\mu }}-{1 \over {\left|\mathbf {r} \right|}}\right)\mathbf {r} -{\mathbf {r} \cdot \mathbf {v}  \over {\mu }}\mathbf {v} }
lo que se sigue inmediatamente de la identidad del vector:
{\displaystyle \mathbf {v} \times \left(\mathbf {r} \times \mathbf {v} \right)=\left(\mathbf {v} \cdot \mathbf {v} \right)\mathbf {r} -\left(\mathbf {r} \cdot \mathbf {v} \right)\mathbf {v} }
donde:
- {\displaystyle \mathbf {v} \,\!} es la velocidad
- {\displaystyle \mathbf {h} \,\!} es el momento angular relativo específico (igual a {\displaystyle \mathbf {r} \times \mathbf {v} })
- {\displaystyle \mathbf {r} \,\!} es la posición
- {\displaystyle \mu \,\!} es el parámetro gravitacional estándar